# Руїна та відновлення
«Руїна та відновлення» (англ. Ruin and rising) — третій роман американської фентезі-письменниці Лі Бардуго, який завершує трилогію Гриша. Побачив світ у 2014 році. Українською мовою вийшов у 2022 році у видавництві Книжковий Клуб «Клуб сімейного дозвілля».

## Короткий зміст
Підступний правитель Дарклінґ, Заклинатель Темряви, продовжує утверджувати свою тиранічну владу. Він прагне вистежити втікачку Аліну Старкову та її соратників. Адже Заклинателька Сонця єдина, хто може знищити темряву. Поки Дарклінґ кидає всі сили на пошуки дівчини, сама Аліна відчайдушно шукає те, що зможе врятувати її, друзів і всю Равку, — загадкову жар-птицю з легенд гриш. Аліна опиняється перед обличчям темряви, яка стає дедалі небезпечнішою. І щоб виграти цю битву і відродити Равку, дівчина повинна вполювати міфічну істоту, яка стане її третім підсилювачем і наділить неймовірною могуттю. Та чи існує жар-птиця взагалі? А якщо так — чим обернеться зустріч із такою силою для Аліни, її близьких та всього краю?

## Головні герої
- Аліна Старкова — сирота, гриша, заклинателька Сонця, Свята
- Мал Оретцев — кращий друг Аліни, слідопит Першої Армії
- Дарклінг — командувач Другої Армії, заклинатель Темряви
- Багра — учителька Аліни
- Женя Сафіна — гриша кравець, відома своєю красою
- Ніколай Ланцов — Штурмхонд, принц Равки, друг Аліни
- Зоя Назяленська — гриша, здатна викликати вітер
- Давид — гриша-творець

## Переклади українською
Руїна та відновлення: роман / Лі Бардуго; перекл. з англ. Є.Даскал. — Харків: Книжковий клуб «Клуб Сімейного Дозвіля», 2022. — 352 с.